# Wilbur (film)
Pour les articles homonymes, voir Wilbur.
Pour plus de détails, voir Fiche technique et Distribution.
Wilbur (Wilbur begår selvmord) est un film danois réalisé par Lone Scherfig, sorti en 2002.

## Synopsis
Alors que Wilbur sort de l'hôpital après une nouvelle tentative de suicide, l'équipe médicale demande à son frère, Harbour, de s'installer avec lui.

## Fiche technique
- Titre : Wilbur
- Titre original : Wilbur begår selvmord
- Titre anglais : Wilbur Wants to Kill Himself
- Réalisation : Lone Scherfig
- Scénario : Lone Scherfig et Anders Thomas Jensen
- Musique : Joachim Holbek
- Photographie : Jørgen Johansson
- Montage : Gerd Tjur
- Production : Sisse Graum Jørgensen
- Société de production : Zentropa Entertainments, Wilbur Ltd., Scottish Screen, Sigma Films, TV2 Danmark et Sveriges Television
- Société de distribution : Nordisk Film Biografdistribution (Danemark), Les Films du Losange (France) et THINKFilm (États-Unis)
- Pays :  Danemark,  Royaume-Uni,  Suède et  France
- Genre : comédie dramatique et romance
- Durée : 111 minutes
- Dates de sortie : 
  -  Danemark : 8 novembre 2002
  -  France : 1er décembre 2004

## Distribution
- Jamie Sives : Wilbur
- Adrian Rawlins : Harbour
- Shirley Henderson : Alice
- Lisa McKinlay : Mary
- Mads Mikkelsen : Horst
- Julia Davis : Moira
- Susan Vidler : Sophie
- Robert McIntosh : Taylor
- Lorraine McIntosh : Ruby
- Gordon Brown : Wayne
- Mhairi Morrison : Claire
- Coral Preston : Jenny
- Owen Gorman : Porter

## Accueil
Le film a reçu un accueil favorable de la critique. Il obtient un score moyen de 69 % sur Metacritic.